# グアダルーペ・バウティスタ
マリア・グアダルーペ・バウティスタ・エルナンデス（María Guadalupe Bautista Hernández、1988年4月19日 - ）は、メキシコのプロボクサー。元IBF女子世界ライトフライ級王者。元WBA女子世界ライトフライ級王者。

## 来歴
2009年9月17日、メキシコシティにてマリベル・ラミレス相手にデビュー戦を行うが、0-3判定負け。2戦目でダイレクトリマッチも1-2判定負け。
2010年2月13日、リリア・ラミレス相手にプロ初勝利。
2012年3月3日、プロ9戦目でイベス・サモラが持つWBC女子世界ライトフライ級ユース王座に挑戦するが、0-3判定負け。
2015年5月30日、Mitzi Rodríguezとのメキシコ女子ライトフライ級王座決定戦に臨み、2-1判定で初タイトル獲得。この時プロ14戦目で5勝8敗1分けと負け越していた。
2018年2月25日、Yanely Ceja Hernándezを3回TKOで降し、初めて勝ち越し。
2018年5月12日、アルゼンチン・ビヤ・アンヘラにてAndrea Soledad SanchezとのIBF女子世界ライトフライ級王座決定戦に臨み、8回TKOで初の世界王座獲得。
2018年12月29日、アルゼンチン・ビージャ・ゴベルナドール・ガルベスにてエブリン・ベルムデス相手に初防衛戦を行うが、1-2判定で敗れ王座陥落。
2019年8月24日、Nayeli VerdeとのWBC女子フライ級シルバー王座決定戦に臨み、3-0判定でシルバー王座獲得。
2020年12月12日、クリアカンにてノラ・カルドザとジェシカ・ボップのスーパー王者認定に伴うWBA女子世界ライトフライ級レギュラー王座決定戦を行い、3-0（100-90×3）の三者フルマークで勝利し王座獲得。
2021年9月4日、Alma Meraz Rodriguez相手に初防衛戦を行い、3-0判定で勝利しWBA王座初防衛成功。
2022年12月3日、Gabriela Sanchez Saavedra相手に2度目の防衛戦を行い、3-0判定で勝利しWBA王座2度目の防衛成功。
2024年4月27日、敵地カナダでサラ・ハギガット＝ジュー相手に3度目の防衛戦を行うが、0-3判定で敗れレギュラー王座陥落。

## 獲得タイトル
- メキシコ女子ライトフライ級王座
- IBF女子世界ライトフライ級王座
- WBC女子フライ級シルバー王座
- WBA女子世界ライトフライ級王座